# 아타락시아
아타락시아(ataraxia)는 헬레니즘(hellenisum) 시대의 인간의 자연스러운 본성에 근거하여 쾌락의 획득과 고통의 회피가 인간을 행복하게 한다고 주장한 에피쿠로스 학파가 감정적, 정신적 동요나 혼란이 없는 평정심의 상태를 표현한 말이다. 스토아학파의 아파테이아(apatheia)와 자주 비교되는 용어이다.

## 의미
육체적 정신적 고통을 전부 제거하여 정신적인 동요나 혼란이 없는 평정심의 상태

## 에피쿠로스의 쾌락과 쾌락주의의 역설
에피쿠로스가 추구한 쾌락은 정신적이고 지속적인 쾌락이다. 감각적이고 순간적인 쾌락을 추구할 경우 쾌락주의의 역설에 빠질 우려가 있어 이를 추구하지 않았다. 쾌락주의의 역설이란 육체적 쾌락을 추구하면 할수록 점점 더 강도가 높은 쾌락을 원하게 되어 결국에는 고통과 근심의 원인이 된다는 것이다. 그러므로 에피쿠로스학파는 어떤 쾌락을 추구하기보다 고통과 근심을 제거하여 평온한 상태를 추구하는 소극적 쾌락주의를 지향하였다.